# Лак-Бейкер (парафія, Нью-Брансвік)
Лак-Бейкер (англ. Lac-Baker) — парафія в Канаді, у провінції Нью-Брансвік, у складі графства Мадаваска.

## Населення
За даними перепису 2016 року, парафія нараховувала 5 осіб. Середня густина населення становила 0,2 осіб/км².

## Клімат
Середня річна температура становить 2,8°C, середня максимальна – 21,8°C, а середня мінімальна – -20,4°C. Середня річна кількість опадів – 1 017 мм.
| Клімат поселення                              | Клімат поселення | Клімат поселення | Клімат поселення | Клімат поселення | Клімат поселення | Клімат поселення | Клімат поселення | Клімат поселення | Клімат поселення | Клімат поселення | Клімат поселення | Клімат поселення | Клімат поселення |
| Показник                                      | Січ.             | Лют.             | Бер.             | Квіт.            | Трав.            | Черв.            | Лип.             | Серп.            | Вер.             | Жовт.            | Лист.            | Груд.            |                  |
| Середній максимум, °C                         | −7,91            | −5,94            | 0,58             | 7,58             | 15,52            | 20,94            | 21,80            | 20,40            | 15,24            | 9,16             | 2,52             | −5,97            |                  |
| Середня температура, °C                       | −14,16           | −12,16           | −5,66            | 1,34             | 9,28             | 14,70            | 17,99            | 16,59            | 11,44            | 5,35             | −1,29            | −9,78            |                  |
| Середній мінімум, °C                          | −20,4            | −18,42           | −11,9            | −4,9             | 3,04             | 8,45             | 14,19            | 12,78            | 7,62             | 1,54             | −5,09            | −13,59           |                  |
| Норма опадів, мм                              | 77               | 63               | 66               | 69               | 86               | 91               | 111              | 102              | 91               | 85               | 90               | 86               |                  |
| Середньомісячна швидкість вітру, м/с          | 3.94             | 3.95             | 4.07             | 3.84             | 3.51             | 3.21             | 2.87             | 2.84             | 3.13             | 3.45             | 3.65             | 3.87             |                  |
| Середньомісячна сонячна радіація, кДж/м²·день | 5082             | 8333             | 12278            | 16006            | 18542            | 20276            | 19614            | 17155            | 12520            | 7698             | 4577             | 3842             |                  |
| --------------------------------------------- | ---------------- | ---------------- | ---------------- | ---------------- | ---------------- | ---------------- | ---------------- | ---------------- | ---------------- | ---------------- | ---------------- | ---------------- | ---------------- |
| Джерело:                                      |                  |                  |                  |                  |                  |                  |                  |                  |                  |                  |                  |                  |                  |